# Basílica del Corazón de María (Santiago de Chile)
La Basílica del Corazón de María es un templo católico ubicado en la comuna de Santiago, en la ciudad de Santiago, Chile. Construida por la Congregación Claretiana fue inaugurada el 7 de diciembre de 1879, siendo elevada a la categoría de basílica el año 1929. Fue declarada Monumento Nacional de Chile, en la categoría de Monumento Histórico, mediante el Decreto Supremo n.º 22, del 14 de enero de 1987.

## Historia
En el año 1870, luego de la Revolución de 1868 en España, los Claretianos llegaron a Chile, instalándose en una capilla de Calle Dieciocho en el centro de Santiago. Dos años después la congregación compró un terreno en calle Zenteno esquina Copiapó, propiedad que fue creciendo debido a otras compras y algunas donaciones, y en donde instalaron una capilla.
El 5 de marzo de 1876 comenzó la construcción del templo en el terreno, obra del arquitecto y sacerdote Claretiano José Viladrich, y bajo la dirección del sacerdote Pedro Más. El templo fue inaugurado definitivamente y consagrado al Corazón de María el 7 de diciembre de 1879 por el obispo Joaquín Larraín Gandarillas.
Sin embargo, las obras para el edificio religioso terminaron en 1882.
Cerca de 1910 Elena Correa, devota de San Judas Tadeo, en conjunto con un sacerdote claretiano acordaron adquirir una imagen del santo en España, que llegó al año siguiente al templo. La imagen fue colocada en un altar que fue donado a la congregación y que pertenecía a la capilla de la Congregación del Oratorio de San Felipe Neri en Santiago, quienes habían dejado la ciudad. En 1922 se predicó la primera novena a San Judas Tadeo.
En 1928 el templo se constituyó en sede de la parroquia del Corazón de María, y un año después el templo fue elevado a la categoría de basílica por el papa Pío XI.
Luego del terremoto de 2010 la basílica presentó serios daños estructurales, por lo que tuvo que ser restaurada en trabajos que duraron cerca de dos años, siendo finalmente reabierta el 18 de marzo de 2012 por el arzobispo Ricardo Ezzati.

## Descripción

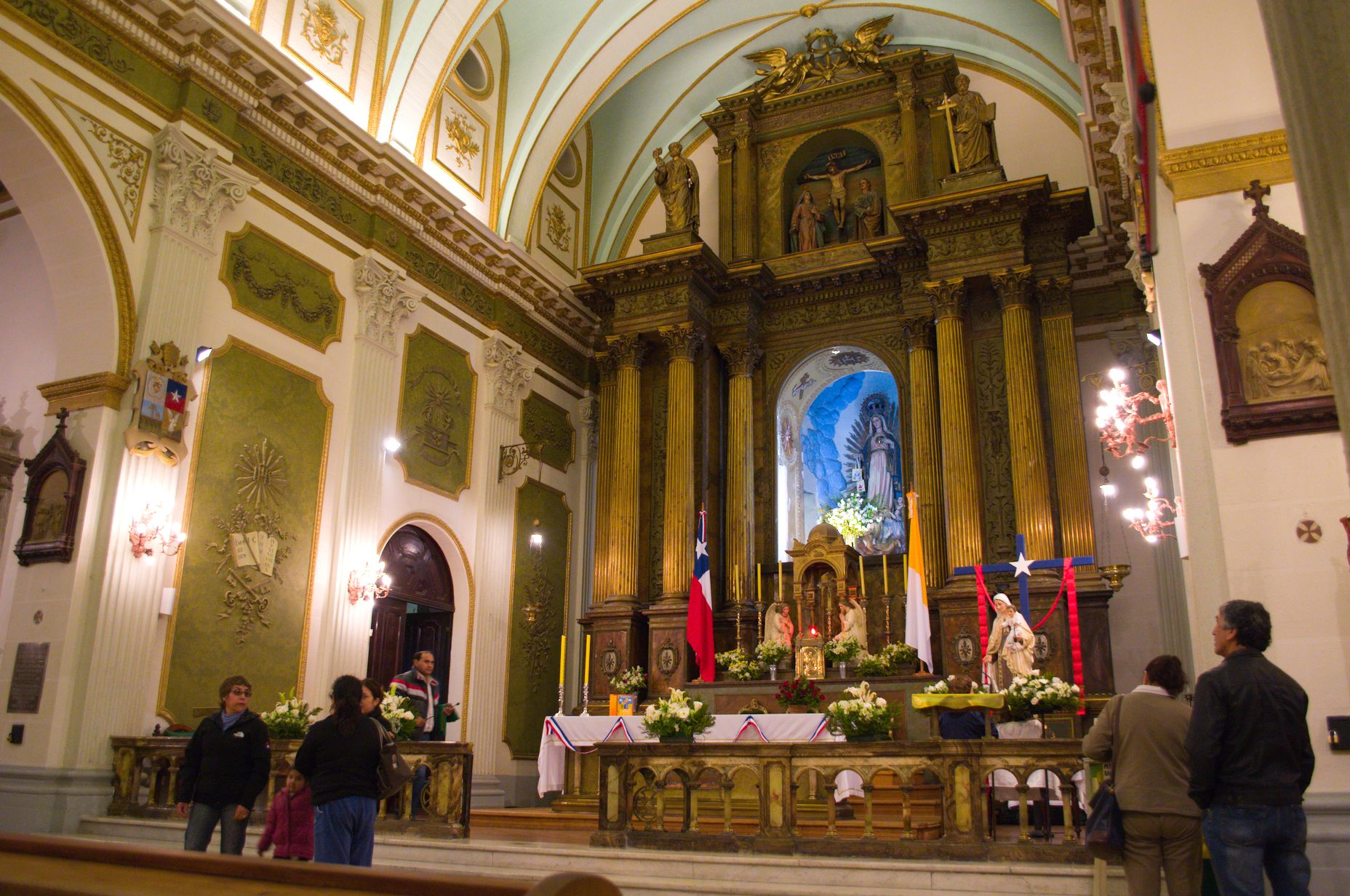
Vista del altar mayor de la basílica.

Su planta está dividida en tres naves separadas por arquerías de medio punto, siendo la central más alta y de mayor altura que las laterales. Su fachada presenta una simetría con dos torres adosadas a las naves laterales. Estas torres tienen un cuerpo octogonal de caras iguales, coronados por dos campanarios, uno en cada torre. La estructura de la basílica está conformada por muros de albañilería de ladrillos unidos con mortero de cal y arena.
En su altar mayor se encuentra la imagen titular del Corazón de María, de 3,70 metros de altura, tallada en madera en España e instalada en 1898. Fue coronada por el cardenal José María Caro el 3 de septiembre de 1950.